# Studiosus
Die Bezeichnungen studiosus (stud.) und candidatus (cand.) bezeichnet Studierende (lateinisch Studiosi). Es handelt sich im deutschsprachigen Raum nicht um offizielle akademische Grade.

## Arten und Unterscheidung
Der studentische Grad gibt den Stand des Studienfortschritts (stud. oder cand.) und das Studienfach (siehe Liste) an und wird meist abgekürzt. Die studentischen Bezeichnungen sind im deutschen Sprachraum nicht Teil des Hochschulrechts eines Landes und weder offiziell noch eindeutig zugeordnet oder abgegrenzt.
Studierende können sich dabei generell mit stud. (studiosus) und der lateinischen Abkürzung der jeweiligen Fachrichtung bezeichnen. Die seit dem Mittelalter so verwendete Bezeichnung studiosus leitet sich ab von studium im Sinne einer wissenschaftlichen Beschäftigung an einer Universität.
Ab der Zwischenprüfung oder dem Beginn der Vorbereitung auf den endgültigen Studienabschluss wird auch die Bezeichnung cand. (candidatus) zusammen mit der einschlägigen Fachrichtung verwendet. Meist bezieht man sich dabei auf Studierende, die sich kurz vor oder in der Zeit der Abschlussprüfungen befinden, also kandidieren (nämlich für einen akademischen Grad), oder seltener – je nach Studienfach bzw. örtlichem Gebrauch – auch auf Studierende nach bestandener Zwischenprüfung. Die Bezeichnung candidatus stand ursprünglich für den mit weißer (candidus „weiß“) Toga bekleideten Anwärter auf ein Amt im Römischen Reich. Als es früher auch eine „grundständige Promotion“ gab, also eine ohne vorher erworbenen akademischen Grad, konnte ein von einem Professor angenommener Doktorand diese Selbstbezeichnung tragen. Absolventen der Ersten juristischen Prüfung werden von manchen Justizprüfungsämtern als geprüfte Rechtskandidaten bezeichnet, wenn das Landesrecht nicht zu Bezeichnungen wie z. B. Referendar jur. befugt.
Für den Doktorgrad gibt es ebenfalls inoffizielle Selbstbezeichnungen, so z. B. Drs. (doctorandus) für eine Person, die eine Doktorarbeit schreibt, und Dr. des. (doctor designatus) für den designierten, also bestätigten, aber noch nicht verliehenen Grad. Einige Universitäten verbieten deren Gebrauch explizit.

## Verwendung
Die Kürzel werden in Deutschland, der Schweiz und z. T. auch Österreich von traditionsbewussten Studierenden (z. B. Studentenverbindungen) im „hochschulinternen Gebrauch“ dem Namen in Verbindung mit der Fachabkürzung vorangestellt – da dort das Wissen vorausgesetzt wird, dass kein Abschluss erreicht worden ist – stellen aber keinen von einer staatlichen Behörde oder Hochschule verliehenen Titel oder akademischen Grad dar, allenfalls einen „studentischen Grad“. In Österreich wird das Kürzel stud. teilweise in Protokollen von Organen der akademischen Selbstverwaltung verwendet, um studentische Mitglieder dieser Gremien unabhängig vom Studienfortschritt zu kennzeichnen. In den meisten Universitäten findet diese Bezeichnung heute keinerlei Verwendung mehr, vielmehr wird gemäß der aktuellen Sprachleitfäden, die Ansprache als „Studierende“ empfohlen.

## Potentielle Verwechslungsgefahr mit ausländischen akademischen Graden
In Dänemark, Island und Norwegen werden mit Kandidat bzw. der Abkürzung cand. akademische Grade bezeichnet, die einem Master vergleichbar sind. In einigen Staaten des ehemaligen Ostblocks wiederum bezeichnet der Kandidat der Wissenschaften einen akademischen Grad, der einer Promotion in Deutschland gleichwertig ist (der Grad eines Doktor der Wissenschaften entspricht in diesem System der deutschen Habilitation).

## Schreibweise
Die Bezeichnung wird klein sowie ohne Bindestrich geschrieben: z. B.: cand. ing., cand. med.

## Alphabetische Liste der lateinischen Fachbezeichnungen
Vor die Fachbezeichnungen setzen Studierende ein stud., für den Abschluss kandidierende Studierende gilt die gleiche Liste mit cand. Wörtlich bedeutet das „Studierende:r / Kandidat der…“ (z. B.: rer. nat. für rerum naturalium „Dinge der Natur“), daher sind die Fachbezeichnungen immer im Genitiv gehalten. Viele Fächer können nur behelfsmäßig ins Lateinische oder Griechische übersetzt werden, wobei Titel und Grade, die geschützt sind, besonders zu vermeiden sind. An der mittelalterlichen Universität bereiteten die Sieben Freie Künste auf die drei möglichen Fächer Theologie, Jura und Medizin vor; diese Ordnung wurde hier beibehalten.
| theol.           | theologiae Theologie                                                                                 |
| iur. (oder jur.) | iuris, iurisdictionis, iuris prudentiae Jura bzw. Jus                                                |
| med.             | medicinae Medizin (candidatus nach Bestehen des ersten Abschnitts der ärztlichen Prüfung (Physikum)) |
| phil.            | philosophiae Geisteswissenschaft, vgl. trivium                                                       |
| rer. nat.        | rerum naturalium Naturwissenschaften, vgl. quadrivium                                                |

Zu diesen frühen Hauptrichtungen gibt es zu jedem Studienfach von Studierenden erdachte Latinisierungen:

### philosophiae
Studierende an einer philosophischen Fakultät oder eines ursprünglich in der Philosophie enthaltenen Faches geben sich u. U. eine latinisierte Fachbezeichnung:
| angl.          | rerum Anglicarum Anglistik                                                          |
| arch.          | Archaeologiae Archäologie                                                           |
| cur.           | curae Pflegewissenschaft                                                            |
| disci.         | disciplinae Bildungswissenschaft                                                    |
| ethn.          | Ethnologiae Völkerkunde                                                             |
| geogr.         | geographiae Geographie                                                              |
| ger.           | rerum Germanicarum Germanistik                                                      |
| grae.          | linguae Graecae Griechisch / Graecum                                                |
| hist.          | historiae Geschichtswissenschaft                                                    |
| lat.           | linguae Latinae Latein                                                              |
| oec. inf.      | oeconomiae informaticae Wirtschaftsinformatik                                       |
| paed.          | paedagogiae Pädagogik                                                               |
| psych.         | psychologiae Psychologie                                                            |
| rer. oec.      | rerum oeconomiacarum Volks- oder Betriebswirtschaftslehre                           |
| rer. phil.     | rerum philosophiacarum Philosophie                                                  |
| rer. pol.      | rerum politicarum Politik- oder Wirtschaftswissenschaft                             |
| rer. publ.     | rerum publicarum Verwaltungswissenschaft                                            |
| rer. soc.      | rerum socialium Gesellschaftswissenschaft                                           |
| rer. soc. oec. | rerum socialium oeconomicarumque: 〈österr.〉 Sozial- und Wirtschaftswissenschaften |
| rhet.          | rhetoricae Rhetorik                                                                 |

### rerum naturalium
Mathematiker, Ingenieure und Naturwissenschaftler geben sich u. U. folgende latinisierte Fachbezeichnungen:
| aer.          | aeronauticus Luft- und Raumfahrttechnik                     |
| agr.          | agrarius, der Agrarwissenschaften                           |
| arch.         | architecturae Architektur                                   |
| arch. nav.    | architecturae navalis Schiffbau                             |
| biol.         | biologiae Biologie                                          |
| chem.         | chemistriae Chemie                                          |
| el.           | electricarum Elektrotechnik                                 |
| forest.       | forestarius, der Forstwissenschaft                          |
| geod.         | Geodäsie/Vermessungswesen                                   |
| geol.         | geologiae Geologie                                          |
| inf., inform. | informaticensis Informatik                                  |
| ing.          | ingenium Bauingenieurwesen sonstige Ingenieurwissenschaften |
| mach.         | machinae Maschinenbau                                       |
| math.         | mathematicensis, mathematicae Mathematik                    |
| pharm.        | pharmaciae Pharmazie                                        |
| phys.         | physicae Physik                                             |
| psych.        | psychologiae Psychologie                                    |
| rer. mont.    | rerum montanum Bergbau                                      |

## Fachhochschulen
Bei Fachhochschulen wird häufig der Zusatz (FH) verwendet. Beispielsweise in der Form cand. ing. (FH)